# 宋汶岩
宋汶岩（1992年4月9日—），山东烟台人，中国游泳运动员。

## 生平
2012年，宋汶岩代表中国出戰英國倫敦舉行的奥林匹克运动会游泳比賽女子200米自由泳及4×200米自由泳接力賽事。